# Statens Samfundsvidenskabelige Forskningsråd
Statens Samfundsvidenskabelige Forskningsråd er et nu opløst dansk forskningsråd der fordelte midler til forskning inden for samfundsvidenskab. Dets anvarsområder blev per 1. januar 2005 overtaget af Forskningsrådet for Samfund og Erhverv under Det Frie Forskningsråd.